# Ташмайдан
Ташма́йдан, или Ташмайданский парк (серб. Ташмајдански парк, Tašmajdanski park), в разговорном варианте Таш, — общественный парк, расположенный в Белграде, столице Сербии в общине Палилула.

## Название
Слово «ташмайдан» на турецком языке обозначает каменоломню, каменное поле (taş — камень, meydan — поле, площадь), и поэтому весь район, с карьером, назывался Ташмайдан.

## История
В доисторическое время это место было частью южного берега Паннонского моря. Древние римляне вели добычу камня, а при правлении Османской империи продолжилась эксплуатация шахт, где добывалась селитра.
В 1828 году на это место было перенесено старое кладбище и располагалось на нём до 1886 года.
Во время Второй мировой войны благодаря существовавшим пустотам немцы устраивали под землёй убежища и склады, которые до сих пор недостаточно исследованы.
С введением Генерального градостроительного плана 1950 года Ташмайдан стал городским парком, в нижней части которого находится одноимённый спортивно-развлекательный центр. Во время выполнения работ фонтаны были убраны и заменены на зелёную зону, которая сегодня представляет главный мотив парка.
В 2010 году начались работы по реконструкции парка за счёт финансовой поддержки Азербайджана. В 2011 году при участии азербайджанского президента Ильхама Алиева парк был открыт. Тогда же в парке были открыты памятники бывшему президенту Азербайджана Гейдару Алиеву и знаменитому писателю Милораду Павичу.

## Достопримечательности парка и его окрестностей
- Русская церковь св. Троицы, в которой похоронен генерал Врангель.
- Церковь св. Марка, где похоронены король Душан, король Александр Обренович и его жена Драга.
- Здание Главпочтамта (построено в 1934 году).
- Спортивный центр Ташмайдан.
- Здание РТС (радио и телевидение Сербии).
- Детский парк развлечений.[5]

### Памятники
- Памятник детям, погибшим при бомбардировках Белграда силами НАТО в 1999 году. Находится в центре парка.
- Памятник Первой болгарской легии.
- Памятник Милораду Павичу.
- Памятник Гейдару Алиеву.
- Памятник Десанке Максимович.
- Памятник Дон-Кихоту.

## Галерея

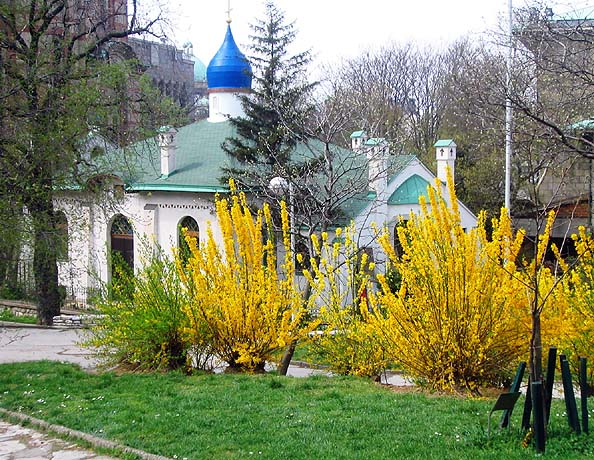
Русская церковь святой Троицы
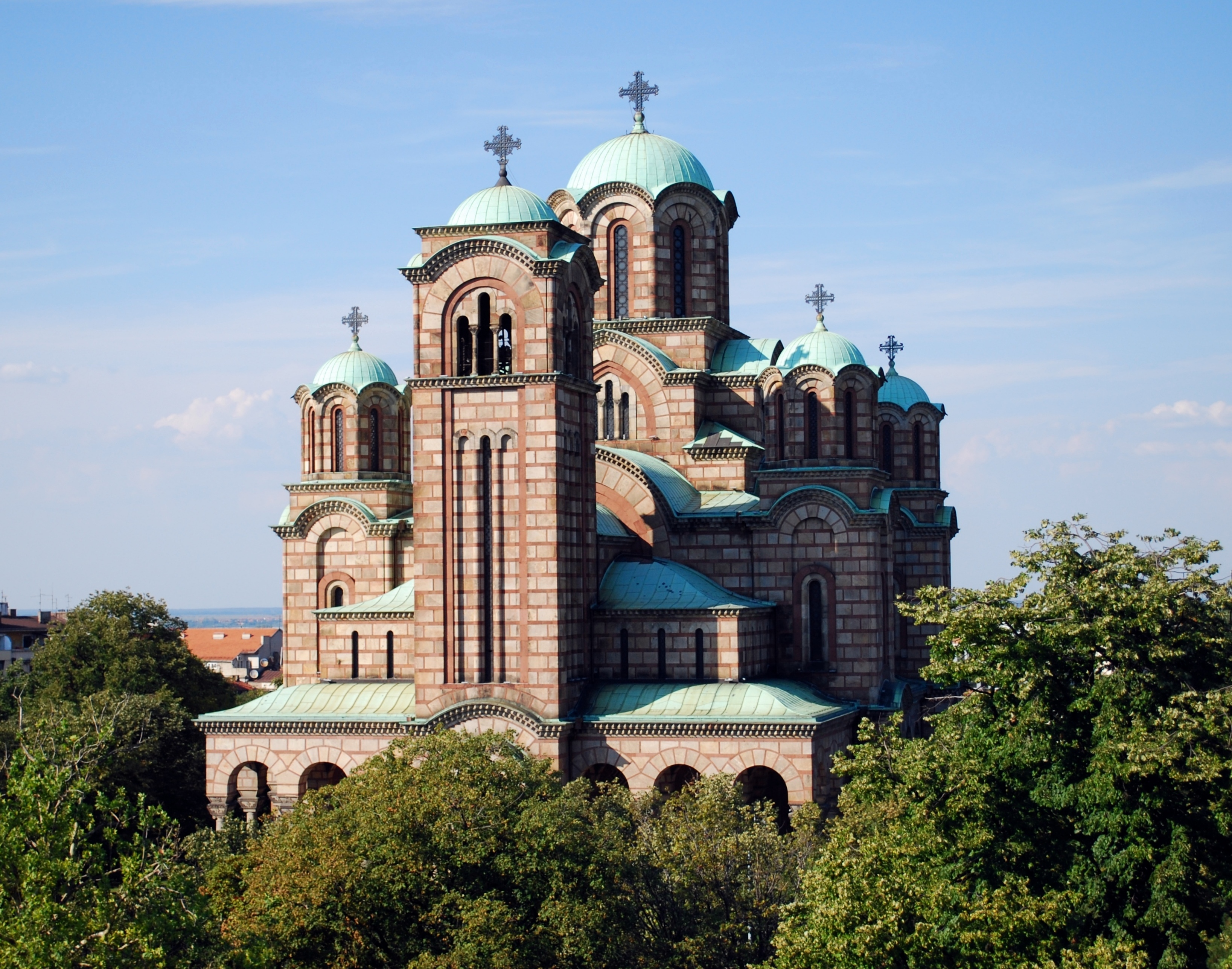
Церковь св. Марка
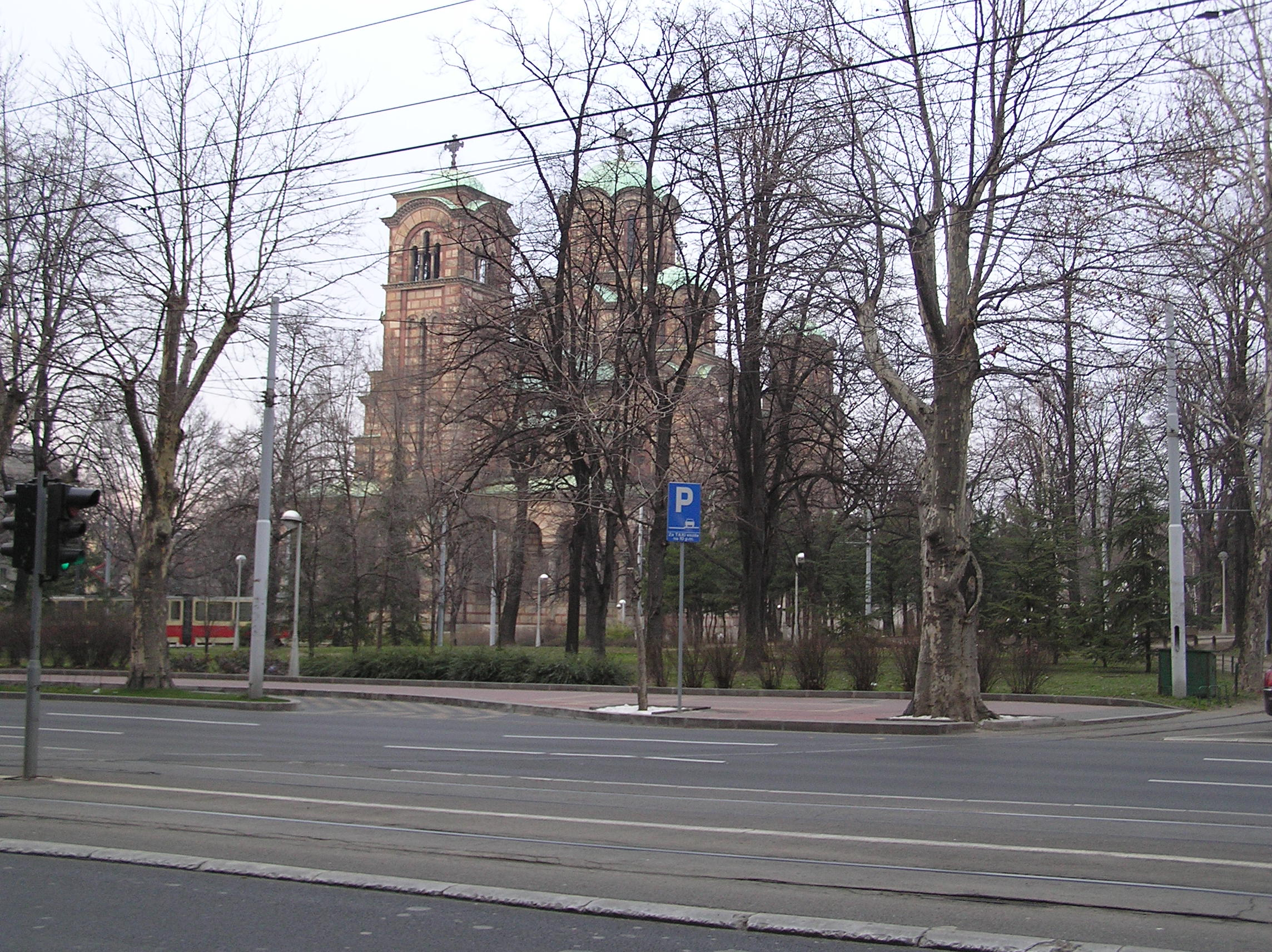
Вид на парк с Бульвара короля Александра
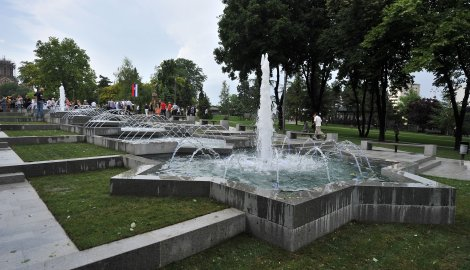
Фонтаны Ташмайдана
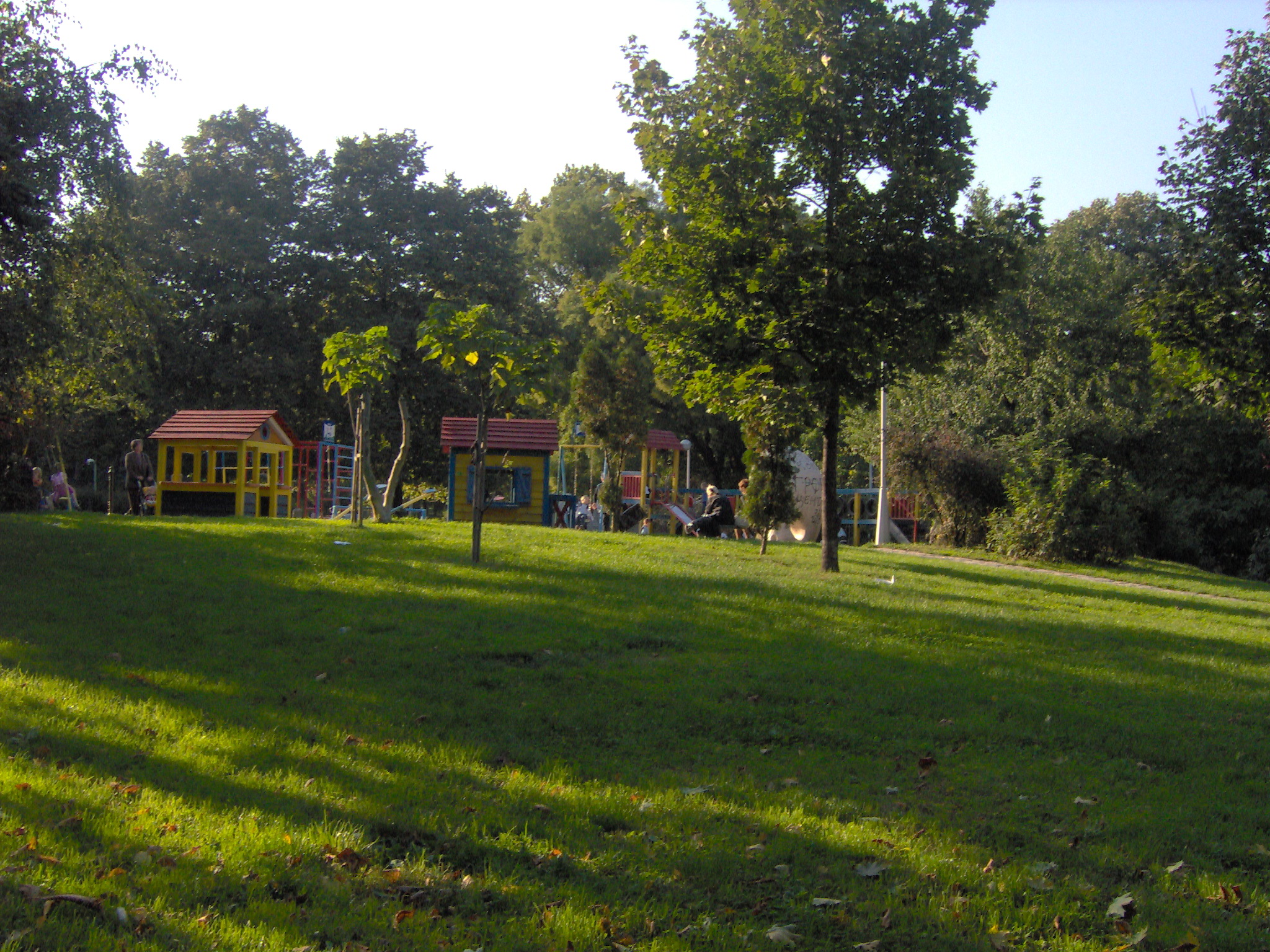
Детский уголок в парке
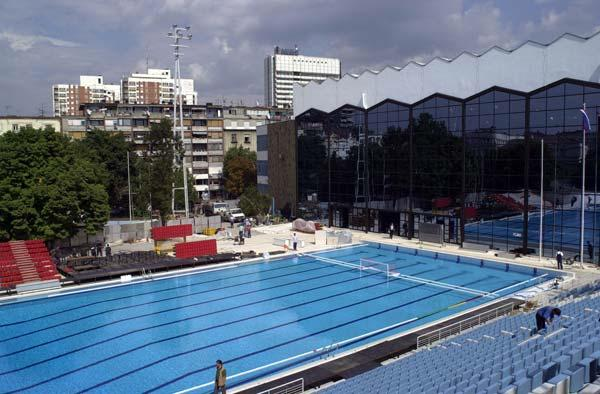
Спортивно-рекреационный центр Ташмайдан